# Växelringning
Växelringning (engelska change ringing) är en engelsk klockringningstradition. Den går ut på att man ringer vissa eller alla av kyrkans klockor, beroende på hur lång serie man vill ha, i ett bestämt mönster, changes. Man ringer först upp klockan så att den stannar upp och ner med hjälp av en stopp-pinne. När man drar i repet kommer klockan att svänga 360 grader och stanna vid stopp-pinnen på andra sidan. 
En växling innebär att samtliga klockor rings exakt en gång. Ju fler klockor som finns i klocktornet, desto fler alternativa växlingar finns. Med tre klockor finns sex växlingar och om man, som brukligt är, inleder och avslutar med den växling där klockorna rings i tonhöjdsordning från den högsta till den lägsta, blir serien 123, 132, 312, 321, 231, 213, 123. Många kyrkor i England har 7 eller 9 klockor och en hel ringning skulle ta flera dagar.